# Arhopala chinensis
Arhopala chinensis är en fjärilsart som beskrevs av Felder 1865. Arhopala chinensis ingår i släktet Arhopala och familjen juvelvingar. Inga underarter finns listade i Catalogue of Life.